# Haushaltsausschuss
Der Haushaltsausschuss ist ein ständiger Parlamentsausschuss, der in der Regel für die Beratungen des Haushaltsgesetzes und für die Überwachung (parlamentarische Kontrolle) des Haushaltsvollzugs zuständig ist. Sofern kein eigener Finanzausschuss eingerichtet ist, befasst er sich auch mit finanzpolitischen Fragen wie der Steuerpolitik, der Finanzmarktregulierung und dem Zollwesen.
In der Bundesrepublik Deutschland haben sowohl der Deutsche Bundestag als auch alle Landtage Haushaltsausschüsse eingerichtet. Zum Teil führen sie auch die Bezeichnung „Finanzausschuss“ wie in Baden-Württemberg oder „Haushalts- und Finanzausschuss“ wie in Nordrhein-Westfalen. Im Abgeordnetenhauses von Berlin entspricht der Haushaltsausschuss dem Hauptausschuss. Im Bundesrat nimmt der Finanzausschuss die Funktion des Haushaltsausschusses wahr.

## Deutscher Bundestag

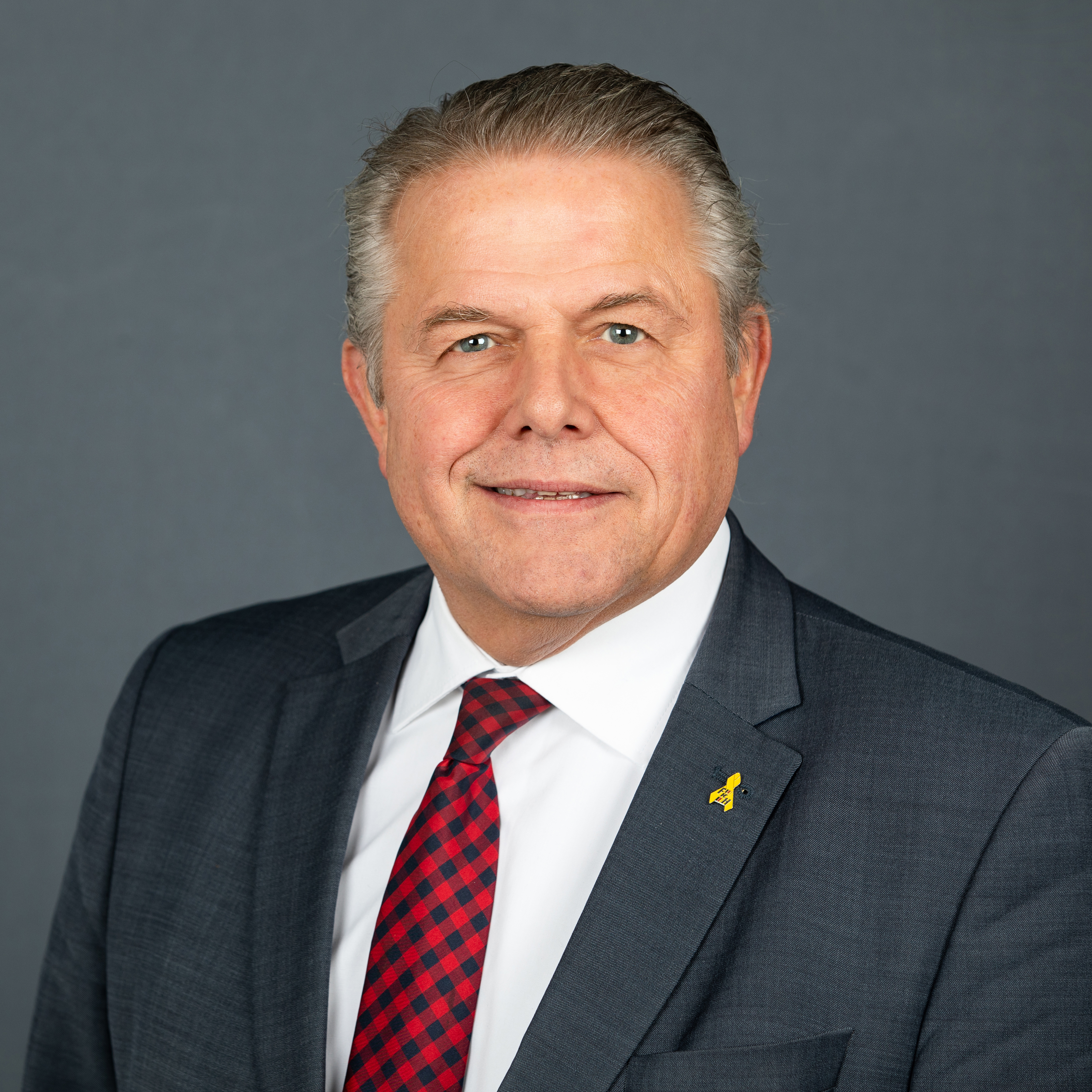
Klaus-Peter Willsch (CDU), geschäftsführender Ausschussvorsitzender seit 2025

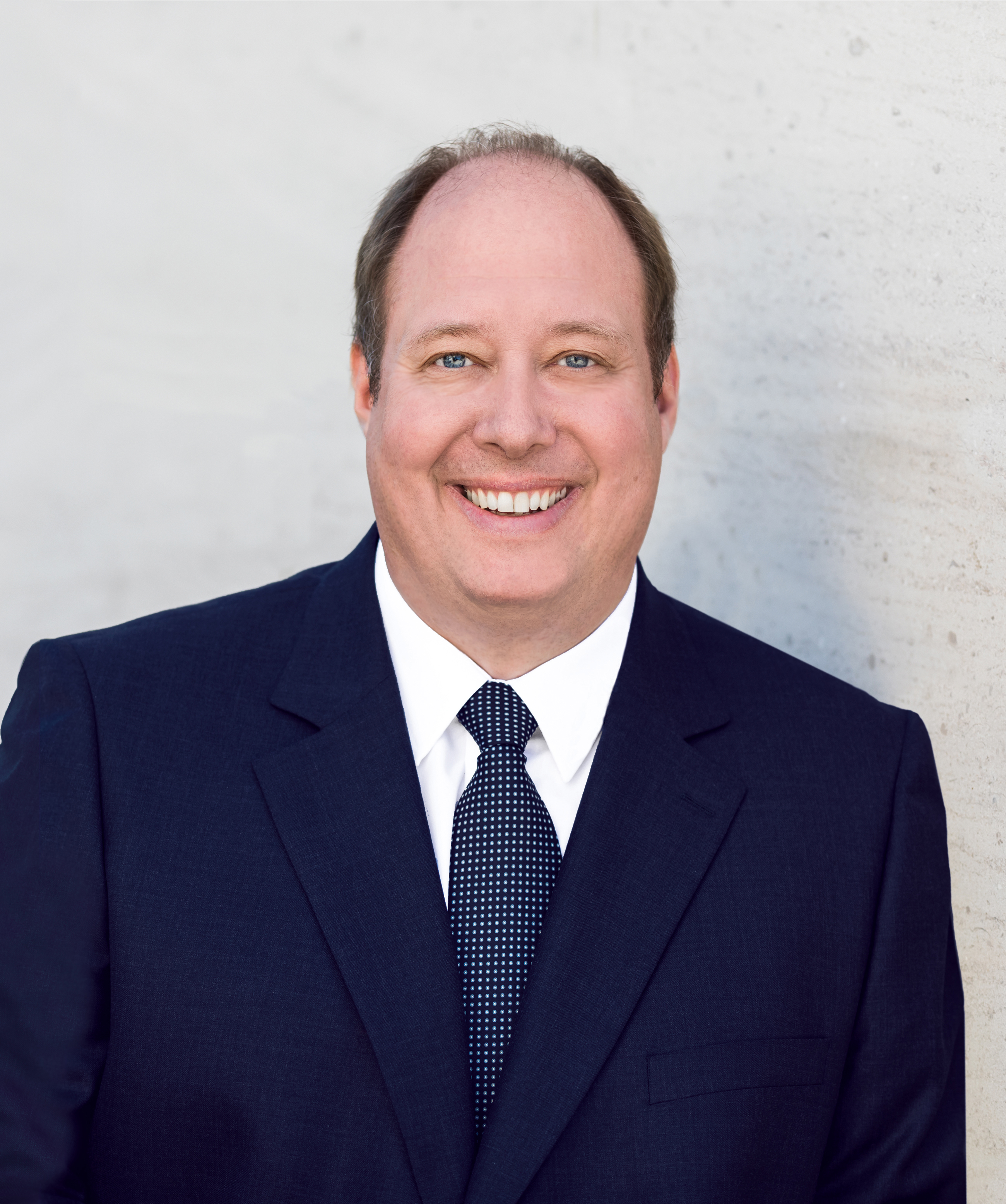
Helge Braun (CDU), Ausschussvorsitzender 2021–2025

Der Haushaltsausschuss des Bundestages berät über das jährliche Haushaltsverfahren. Des Weiteren kontrolliert er fortlaufend die Haushaltsführung der Bundesregierung und die Finanzhilfen im Rahmen der Eurostabilisierung. Den Vorsitz des Haushaltsausschusses führt nach parlamentarischem Brauch stets ein Mitglied der größten Oppositionsfraktion. Nicht zuständig ist der Haushaltsausschuss für die Steuerpolitik, die Finanzmarktregulierung und das Zollwesen. Deren Bearbeitung fallen dem Finanzausschuss des Bundestages zu.
Geschäftsführender Ausschussvorsitzender in der 21. Legislaturperiode ist der CDU-Abgeordnete Klaus-Peter Willsch. Ausschussvorsitzender in der 20. Legislaturperiode war der CDU-Abgeordnete Helge Braun. Die Hauptaufgabe dieses Ausschusses liegt in der Beratung des Bundeshaushaltsgesetzes. Dafür werden Berichterstatter eingesetzt, die sich mit den Etatplänen jedes einzelnen Ministeriums, den Einzelplänen, auseinandersetzen. Deren Ergebnisse dienen als Grundlage für die weiteren Ausschussberatungen. Für jeden Einzelplan wird vom Haushaltsausschuss eine separate Beschlussempfehlung abgegeben.
Der Haushaltsausschuss beginnt mit der Arbeit am Bundeshaushalt nach der Überweisung des von der Bundesregierung vorgeschlagenen Haushaltsentwurfes, Beratung mit Generaldebatte und Schlussdebatte in erster Lesung durch das Plenum des Bundestages. Zuerst werden alle Einzelpläne in Berichterstattergesprächen von dem Ministerium, Vertretern des Bundesfinanzministeriums und des Rechnungshofes durchgegangen und ggf. verändert. Dann berät der Ausschuss. Zum Ende der Beratungen werden alle Einzelpläne in einer großen Bereinigungssitzung fertig beraten und zum abschließenden Haushaltsentwurf für das Parlament zusammengefügt. 
Einige Mitglieder des Haushaltsausschusses des Bundestages bilden das Vertrauensgremium zur Billigung der geheimen Wirtschaftspläne der Nachrichtendienste des Bundes (BND, BfV, MAD).

### Mitglieder in der 21. Legislaturperiode
| Fraktion              | Ordentliche Mitglieder | Stellvertretende Mitglieder |
| --------------------- | --- | --- |
| CDU/CSU               | Peter Aumer, Thomas Bareiß, Melanie Bernstein, Yannick Bury, Inge Gräßle, Christian Haase, Franziska Hoppermann, Carsten Körber, Andreas Mattfeldt, Florian Oßner, Kerstin Radomski, Oliver Vogt, Klaus-Peter Willsch, Mechthilde Wittmann | Reinhard Brandl, Uwe Feiler, Fritz Güntzler, Olav Gutting, Philip Hoffmann, Michael Hose, Lukas Krieger, Jan Metzler, Mathias Middelberg, Stephan Pilsinger, Carl-Philipp Sassenrath, Wolfgang Stefinger, Christina Stumpp, Vanessa-Kim Zobel |
| AfD                   | Marcus Bühl, Michael Espendiller, Mirco Hanker, Jürgen Koegel, Thomas Max Ladzinski, Sergej Minich, Ulrike Schielke-Ziesing, Julian Schmidt, Georg Schroeter, Wolfgang Wiehle                                                              | Peter Boehringer, Torben Braga, Dirk Brandes, Hauke Finger, Rainer Groß, Michael Kaufmann, Rüdiger Lucassen, Danny Meiners, Iris Nieland, René Springer                                                                                       |
| SPD                   | Esther Dilcher, Martin Gerster, Bettina Hagedorn, Kathrin Michel, Thorsten Rudolph, Uwe Schmidt, Svenja Schulze, Svenja Stadler | Felix Döring, Wiebke Esdar, Metin Hakverdi, Frank Junge, Andreas Schwarz, Lina Seitzl, Ruppert Stüwe, Daniel Walter |
| Bündnis 90/Die Grünen | Leon Eckert, Lisa Paus, Paula Piechotta, Jamila Schäfer, Sebastian Schäfer, Katrin Uhlig | Andreas Audretsch, Lisa Badum, Ricarda Lang, Claudia Müller, Sascha Müller, Julia Schneider |
| DIE LINKE             | Dietmar Bartsch, Tamara Mazzi, Ines Schwerdtner, Sascha Wagner | Anne-Mieke Bremer, Ulrich Thoden, Aaron Valent, Isabelle Vandre |
| fraktionslos          | Stefan Seidler (beratend) | Stefan Seidler (beratend) |

### Mitglieder in der 20. Legislaturperiode
Der Haushaltsausschuss des Bundestages in der 20. Legislaturperiode hatte 45 Mitglieder. Die Konstituierung des Ausschusses fand am 15. Dezember 2021 statt.
| Fraktion              | Ordentliche Mitglieder | Stellvertretende Mitglieder |
| --------------------- | --- | --- |
| SPD                   | Esther Dilcher, Wiebke Esdar, Martin Gerster, Bettina Hagedorn, Metin Hakverdi, Frank Junge, Kathrin Michel, Wiebke Papenbrock, Dennis Rohde, Thorsten Rudolph, Andreas Schwarz, Svenja Stadler, Michael Thews | Jakob Blankenburg, Bernhard Daldrup, Frauke Heiligenstadt, Holger Mann, Michelle Müntefering, Lennard Oehl, Christian Petry, Achim Post, Martin Rosemann, Johannes Schraps, Mathias Stein, Ruppert Stüwe, Stefan Zierke |
| CDU/CSU               | Helge Braun, André Berghegger, Ingo Gädechens, Christian Haase, Carsten Körber, Silke Launert, Andreas Mattfeldt, Florian Oßner, Kerstin Radomski, Josef Rief, Albert Rupprecht, Markus Uhl                    | Peter Aumer, Sebastian Brehm, Yannick Bury, Uwe Feiler, Ingeborg Gräßle, Fritz Güntzler, Matthias Hauer, Franziska Hoppermann, Volkmar Klein, Mathias Middelberg, Wolfgang Stefinger, Antje Tillmann                    |
| Bündnis 90/Die Grünen | Andreas Audretsch, Felix Banaszak, Bruno Hönel, Sven-Christian Kindler, Paula Piechotta, Jamila Schäfer, Sebastian Schäfer                                                                                     | Sandra Detzer, Leon Eckert, Kai Gehring, Stefan Gelbhaar, Markus Kurth, Hanna Steinmüller, Stefan Wenzel |
| FDP                   | Otto Fricke, Torsten Herbst, Karsten Klein, Thorsten Lieb, Claudia Raffelhüschen, Frank Schäffler | Michael Georg Link, Christoph Meyer |
| AfD                   | Peter Boehringer, Marcus Bühl, Michael Espendiller, Ulrike Schielke-Ziesing, Wolfgang Wiehle | Dirk Brandes, Albrecht Glaser, Michael Kaufmann, Rüdiger Lucassen, Klaus Stöber |
| DIE LINKE             | Gesine Lötzsch, Victor Perli | Dietmar Bartsch, Andrej Hunko |

### Vorsitzende des Haushaltsausschusses
- 1949–1969: Erwin Schoettle (SPD)
- 1969–1977: Albert Leicht (CDU)
- 1977–1981: Heinrich Windelen (CDU)
- 1981–1982: Lothar Haase (CDU)
- 1982–1983: Helmut Esters (SPD)
- 1983–1994: Rudi Walther (SPD)
- 1994–1998: Helmut Wieczorek (SPD)
- 1998–2002: Adolf Roth (CDU)
- 2002–2005: Manfred Carstens (CDU)
- 2005–2009: Otto Fricke (FDP)
- 2009–2013: Petra Merkel (SPD)
- 2014–2017: Gesine Lötzsch (Linkspartei)
- 2018–2021: Peter Boehringer (AfD)
- 2021–2025: Helge Braun (CDU)
- seit 2025: Klaus-Peter Willsch (CDU), geschäftsführend

### Geschichte
Von 1965 bis mindestens 1987 lieferte die Spionin Inge Wucyna Informationen aus dem Haushaltsausschuss an das Ministerium für Staatssicherheit der DDR.

## Europäisches Parlament
Im Europäischen Parlament besteht ein Ausschuss für Haushalt, ein Ausschuss für Haushaltskontrolle und ein Unterausschuss für Steuerfragen (unterhalb des Ausschusses für Wirtschaft und Währung).